# Луцій Корнелій Лентул Кавдін (консул 275 року до н. е.)
Луцій Корнелій Лентул Кавдін (310 — після 275 р. до н. е.) — військовий та політичний діяч Римської республіки.

## Життєпис
Походив з патриціанського роду Корнеліїв Лентулів. Син Тіберія Корнелія Лентула, онук Сервія Корнелія Лентула. Про молоді роки його нічого не відомо.
У 275 році до н. е. його обрано консулом разом з Манієм Курієм Дентатом. Під час війни з Пірром консули розділили напрямки своїх дій. Маній Курій боровся безпосередньо з царем, а Луцій Корнелій із італійськими союзниками Пірра — луканами та самнітами. під час цієї війни Луцій Корнелій завдав поразки усім ворожим італікам й захопив міцну фортецю самнітів — Кавдін. За це він отримав тріумф. Подальша доля невідома.

## Родина
Діти:
- Луцій Корнелій Лентул Кавдін.
- Публій Корнелій Лентул Кавдін.